# Mehmet Ayaz (Fußballspieler, April 1982)
Mehmet Ayaz (* 10. April 1982 in Of) ist ein türkischer ehemaliger Fußballspieler.

## Karriere

### Verein
Ayaz begann mit dem Vereinsfußball in der Jugendabteilung von Fenerbahçe Istanbul. Hier erhielt er im Sommer 1999 einen Profivertrag, spielte aber den überwiegenden Teil der nächsten Saison weiterhin für die Reservemannschaft. Lediglich zur Rückrunde beteiligte man ihn neben seiner Tätigkeit bei der Reserve auch am Training der Profis und setzte ihn bei drei Ligapartien ein. Ab dem Sommer 2000 spielte er für die Zeit von einer Saison der Reihe nach bei Türk Telekomspor und Sakaryaspor.
Zur Saison 2002/03 wechselte er zu Kartalspor und spielte hier eine Spielzeit lang. Bereits nach einem Jahr verließ er den Verein und wechselte zu Kayseri Erciyesspor. Mit dieser Mannschaft erreichte er über die Vizemeisterschaft TFF 1. Lig den Aufstieg in die Süper Lig. Nach dem Aufstieg tauschte Erciyesspor mit dem weitaus älteren und bekannteren Verein der Stadt Kayseri, dem Zweitligisten Kayserispor die Namensrechte, wodurch Ayaz nun für Kayserispor in der Süper Lig spielte. Bereits nach einem halben Jahr verließ er Kayserispor und ging zum Zweitligisten Kayseri Erciyesspor. Mit diesem Verein schaffte er zum Saisonende den dritten Tabellenplatz und stieg mit der gleichen Mannschaft zweimal hintereinander in die Süper Lig auf. In dieser Liga spielte er erneut nur eine halbe Spielzeit und wechselte dann zu einem alten ehemaligen Verein von Ayaz, zu Sakaryaspor. Mit diesem Verein erreichte er zum Saisonende den Play-off-Sieg der TFF 1. Lig und damit den Aufstieg in die Süper Lig. Somit schaffte er dreimal in Folge in den Aufstieg in die Süper Lig.
Zur Saison 2006/07 wechselte er zum Drittligisten Boluspor. Hier wurde er mit seiner Mannschaft zum Saisonende Meister der TFF 2. Lig und stieg damit in die TFF 1. Lig auf. Die Saison 2007/08 erreichte man das Play-off-Finale der TFF 1. Lig verpasste durch die Finalniederlage gegen Eskişehirspor den Aufstieg in die Süper Lig. Die Saison 2008/09 erreichte der Verein erneut die Play-offs aber konnte erneut den Aufstieg nicht erreichen.
Im Sommer 2009 verließ er Boluspor und wechselte innerhalb der Liga zu Konyaspor. Hier stieg er in seiner ersten Saison mit Konyaspor als Play-off-Sieger der TFF 1. Lig in die Süper Lig auf.
Weil zum Sommer 2011 der ausgelaufene Vertrag mit Konyaspor nicht verlängert wurde, trennte sich Ayaz von diesem Verein und wechselte zum Zweitligisten Kayseri Erciyesspor. Von diesem Verein trennte er sich bereits nach einer Saison und wechselte zum Drittligisten Şanlıurfaspor. Bereits zum Saisonende stieg er mit diesem Verein als Meister der TFF 2. Lig in die TFF 1. Lig auf.
Im Frühjahr 2014 wechselte Ayaz zum Drittligisten Hatayspor. Zum Saisonende zog er zum Zweitligisten Karşıyaka SK weiter. Zur Saison 2015/16 wurde er vom Drittligisten İnegölspor verpflichtet. Bis 2018 spielte er bei drei weiteren Vereinen.

### Nationalmannschaft
Ayaz durchlief von der türkischen U-15- bis zur U-21-Nationalmannschaft alle Altersstufen der Türkei.

## Erfolge
- Mit Kayseri Erciyesspor:
  - Vizemeister der TFF 1. Lig und Aufstieg in die Süper Lig: 2003/04
  - Tabellendritter der TFF 1. Lig und Aufstieg in die Süper Lig: 2004/05

- Mit Sakaryaspor:
  - Play-off-Sieger der TFF 1. Lig und Aufstieg in die Süper Lig: 2005/06

- Mit Boluspor:
  - Meister der TFF 2. Lig und Aufstieg in die TFF 1. Lig: 2006/07

- Mit Konyaspor:
  - Play-off-Sieger der TFF 1. Lig und Aufstieg in die Süper Lig: 2009/10

- Mit Şanlıurfaspor:
  - Meister der TFF 2. Lig und Aufstieg in die TFF 1. Lig: 2011/12